# 6997 Laomedon
6997 Laomedon è un asteroide troiano di Giove del campo troiano. Scoperto nel 1977, presenta un'orbita caratterizzata da un semiasse maggiore pari a 5,1768884 UA e da un'eccentricità di 0,1010815, inclinata di 19,11718° rispetto all'eclittica.
L'asteroide è dedicato a Laomedonte, re di Troia.